# Памятник воинам-землякам (Нюрба)
«Памятник воинам-землякам, погибшим в годы Великой Отечественной войны (1941—1945 гг.)» — мемориальный комплекс, посвящённый памяти воинов погибших в годы Великой Отечественной войны в городе Нюрба, Нюрбинского улуса, Республики Саха (Якутия). Памятник истории и культуры регионального значения.

## Общая информация
После победоносного окончания Великой Отечественной войны в городах и сёлах республики Якутия стали активно возводить первые памятники и мемориалы, посвящённые павшим солдатам. Памятник воинам-землякам был установлен в самом центре города Нюрба Нюрбинского улуса, в парке культуры и отдыха, в 1966 году. Автором проекта памятника выступил скульптор Амыдаев Николай Дмитриевич, член Союза художников Советского Союза с 1977 года.
В XXI веке это культовое для горожан место стало постоянно пополняться новыми архитектурными объектами. В парке появились: в 2015 году — Колокол памяти «Аар суду хобо» и монумент, посвящённый председателям колхозов района; в 2019 году — бюст и. В. Сталина, в 2020 году — монумент, посвящённый Ф. С. Донскому и колизей, посвящённый труженикам тыла.

## История
По архивным сведениям и документам, в годы Великой Отечественной войны из Нюрбинского района на фронт было призвано 2697 человек. 1152 человек героически погибли и пропали без вести на полях сражений. Более 900 человек были награждены боевыми орденами и медалями. За проявленную отвагу и героизм командиру батальона майору Николаю Николаевичу Чусовскому было присвоено звание Героя Советского Союза.

## Описание памятника
2 сентября в 1966 году в торжественной обстановке открыт монумент-памятник воинам землякам, погибшим в годы Великой Отечественной войны 1941—1945 гг. Он представлял собой трехметровый железобетонный постамент на четырёх сваях из железобетона, имеющих углубление в грунт и фигуру солдата высотой 3 метра. Позднее, в 2010 году, на заднем плане был сооружён из бетона ансамбль из плит с нанесёнными именами участников Великой Отечественной войны из Нюрбинского улуса. В строительстве памятника активное участие принимали общественные организации Амакинской экспедиции, Нюрбинского авиаподразделения, молодежь города Нюрба.
Памятник представляет собой большую фронтальную композицию, центральной фигурой которой является памятник-скульптура «Якутский солдат Николай Николаевич Чусовской — участник Великой Отечественной войны». У подножия размещён Вечный огонь. За памятником воздвигнута угловатая стела, верхняя часть которой скошена. Справа и слева установлены 8 мемориальных стендов, на которых размещены дюралюминиевые плиты с именами погибших воинов и участников войны. Скульптура «Якутский солдат» выкрашена в серебристый цвет, постамент — в белый. Площадь памятника выложена тротуарной плиткой и украшена клумбами.
В соответствии с Постановлением Совета министров Якутской АССР «О состоянии и мерах по улучшению охраны памятников истории и культуры Якутской АССР» № 484 от 31.12.1976 года, памятник внесён в реестр объектов культурного наследия народов Российской Федерации и охраняется государством.